# Coupe du monde de football des moins de 17 ans 2019
 (novembre 2019).
Navigation
Inde 2017 Indonésie 2023

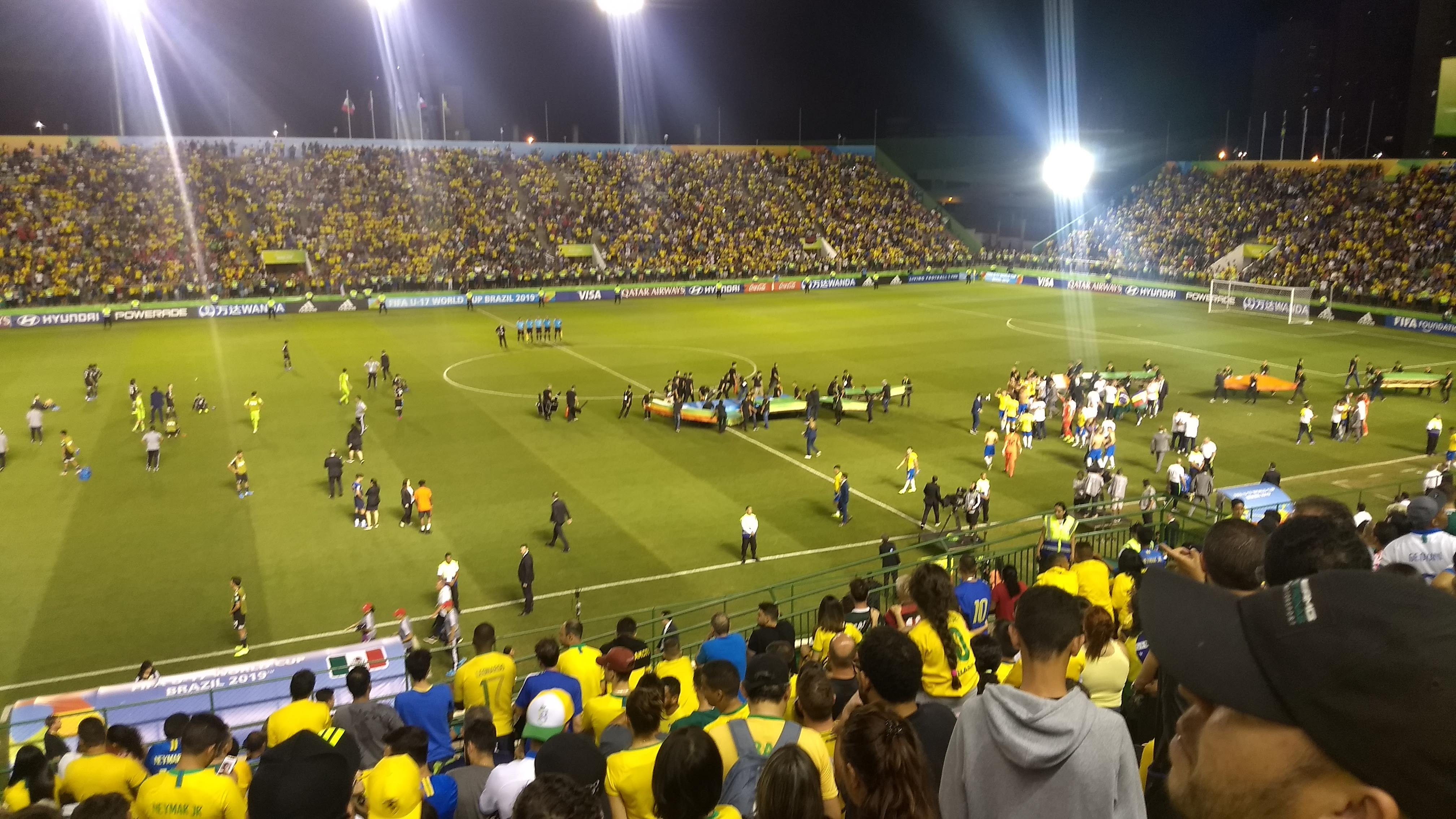
Finale.

La Coupe du monde de football des moins de 17 ans 2019 est la dix-huitième édition de la Coupe du monde de football des moins de 17 ans. 
Elle devait se dérouler au Pérou, pays ayant été choisi par le comité exécutif de la FIFA, le 16 mars 2018 et qui se voit en retirer l'organisation un peu moins d'un an plus tard, le 22 février 2019. Le nouveau pays organisateur de l'épreuve est désigné lors de la séance du Conseil de la FIFA, le 15 mars 2019, et c'est finalement le Brésil qui est choisi.

## Qualifications
Mis à part le pays hôte, 23 équipes se sont qualifiées pour le tournoi.
| Confédération               | Tournoi qualificatif                                                                     | Qualifié(s)                              |
| --------------------------- | ---------------------------------------------------------------------------------------- | ---------------------------------------- |
| AFC (Asie)                  | Coupe d'Asie des nations de football des moins de 16 ans 2018                            | Australie Japon Corée du Sud Tadjikistan |
| CAF (Afrique)               | Coupe d'Afrique des nations des moins de 17 ans 2019                                     | Cameroun Angola Nigeria Sénégal Guinée   |
| CONCACAF (Amérique du Nord) | Championnat d'Amérique du Nord, centrale et Caraïbe de football des moins de 17 ans 2019 | États-Unis Canada Haïti Mexique          |
| CONMEBOL (Amérique du Sud)  | Championnat des moins de 17 ans de la CONMEBOL 2019                                      | Argentine Chili Paraguay Équateur        |
| OFC (Océanie)               | Tournoi qualificatif de l'OFC des moins de 17 ans 2018                                   | Nouvelle-Zélande Îles Salomon            |
| UEFA (Europe)               | Championnat d'Europe de football des moins de 17 ans 2019                                | France Pays-Bas Italie Espagne Hongrie   |
| Pays hôte                   | Pays hôte                                                                                | Brésil                                   |

## Premier tour
Le tirage au sort a lieu le jeudi 11 juillet à Zurich.

### Groupe A
| Rang | Équipe           | Pts | J | G | N | P | Bp | Bc | Diff |
| ---- | ---------------- | --- | - | - | - | - | -- | -- | ---- |
| 1    | Brésil           | 9   | 3 | 3 | 0 | 0 | 9  | 1  | +8   |
| 2    | Angola           | 6   | 3 | 2 | 0 | 1 | 4  | 4  | 0    |
| 3    | Nouvelle-Zélande | 3   | 3 | 1 | 0 | 2 | 2  | 5  | -3   |
| 4    | Canada           | 0   | 3 | 0 | 0 | 3 | 2  | 7  | -5   |

1re journée
| 26 octobre 2019 | Brésil                                                              | 4 - 1   | Canada                 | Bezerrão, Brasilia                                                             |                                                                                |
| 17h00           | João Peglow 17e 46e · Kobe Franklin 45+1e (csc) · Gabriel Veron 56e | (2 - 0) | 86e Jacen Russell-Rowe | Spectateurs : 11 468 Arbitrage : Srđan Jovanović Arbitre vidéo : Dennis Higler | Spectateurs : 11 468 Arbitrage : Srđan Jovanović Arbitre vidéo : Dennis Higler |
| 17h00           | Rapport                                                             |         |                        | Spectateurs : 11 468 Arbitrage : Srđan Jovanović Arbitre vidéo : Dennis Higler | Spectateurs : 11 468 Arbitrage : Srđan Jovanović Arbitre vidéo : Dennis Higler |

| 26 octobre 2019 | Nouvelle-Zélande    | 1 - 2   | Angola                                       | Bezerrão, Brasilia                                                 |                                                                    |
| 20h00           | Matthew Garbett 54e | (0 - 1) | 6e Ambrosini Salvador · 60e (csc) Harry Bark | Spectateurs : 553 Arbitrage : Ma Ning Arbitre vidéo : Craig Pawson | Spectateurs : 553 Arbitrage : Ma Ning Arbitre vidéo : Craig Pawson |
| 20h00           | Rapport             |         |                                              | Spectateurs : 553 Arbitrage : Ma Ning Arbitre vidéo : Craig Pawson | Spectateurs : 553 Arbitrage : Ma Ning Arbitre vidéo : Craig Pawson |

2e journée
| 29 octobre 2019 | Angola                                      | 2 - 1   | Canada                 | Bezerrão, Brasilia                                                                  |                                                                                     |
| 17h00           | Ambrosini Salvador 31e · David Nzanza 90+4e | (1 - 0) | 49e Jacen Russell-Rowe | Spectateurs : 1 232 Arbitrage : Claudia Umpiérrez Arbitre vidéo : Ricardo de Burgos | Spectateurs : 1 232 Arbitrage : Claudia Umpiérrez Arbitre vidéo : Ricardo de Burgos |
| 17h00           | Rapport                                     |         |                        | Spectateurs : 1 232 Arbitrage : Claudia Umpiérrez Arbitre vidéo : Ricardo de Burgos | Spectateurs : 1 232 Arbitrage : Claudia Umpiérrez Arbitre vidéo : Ricardo de Burgos |

| 29 octobre 2019 | Brésil                                                     | 3 - 0   | Nouvelle-Zélande | Bezerrão, Brasilia                                                                |                                                                                   |
| 20h00           | Kaio Jorge 20e · Talles Magno 81e · Diego Silva Rosa 90+1e | (1 - 0) |                  | Spectateurs : 14 158 Arbitrage : Mario Escobar Arbitre vidéo : Armando Villarreal | Spectateurs : 14 158 Arbitrage : Mario Escobar Arbitre vidéo : Armando Villarreal |
| 20h00           | Rapport                                                    |         |                  | Spectateurs : 14 158 Arbitrage : Mario Escobar Arbitre vidéo : Armando Villarreal | Spectateurs : 14 158 Arbitrage : Mario Escobar Arbitre vidéo : Armando Villarreal |

3e journée
| 1er novembre 2019 | Angola  | 0 - 2   | Brésil                               | Estádio Olímpico Pedro Ludovico, Goiânia                                         |                                                                                  |
| 20h00             |         | (0 - 0) | 68e Talles Magno · 77e Gabriel Veron | Spectateurs : 8 203 Arbitrage : Andreas Ekberg Arbitre vidéo : Bibiana Steinhaus | Spectateurs : 8 203 Arbitrage : Andreas Ekberg Arbitre vidéo : Bibiana Steinhaus |
| 20h00             | Rapport |         |                                      | Spectateurs : 8 203 Arbitrage : Andreas Ekberg Arbitre vidéo : Bibiana Steinhaus | Spectateurs : 8 203 Arbitrage : Andreas Ekberg Arbitre vidéo : Bibiana Steinhaus |

| 1er novembre 2019 | Canada  | 0 - 1   | Nouvelle-Zélande    | Bezerrão, Brasilia                                                                     |                                                                                        |
| 20h00             |         | (0 - 1) | 27e Matthew Garbett | Spectateurs : 1 154 Arbitrage : Mario Díaz de Vivar Arbitre vidéo : Armando Villarreal | Spectateurs : 1 154 Arbitrage : Mario Díaz de Vivar Arbitre vidéo : Armando Villarreal |
| 20h00             | Rapport |         |                     | Spectateurs : 1 154 Arbitrage : Mario Díaz de Vivar Arbitre vidéo : Armando Villarreal | Spectateurs : 1 154 Arbitrage : Mario Díaz de Vivar Arbitre vidéo : Armando Villarreal |

### Groupe B
| Rang | Équipe    | Pts | J | G | N | P | Bp | Bc | Diff |
| ---- | --------- | --- | - | - | - | - | -- | -- | ---- |
| 1    | Nigeria   | 6   | 3 | 2 | 0 | 1 | 8  | 6  | +2   |
| 2    | Équateur  | 6   | 3 | 2 | 0 | 1 | 7  | 6  | +1   |
| 3    | Australie | 4   | 3 | 1 | 1 | 1 | 5  | 5  | 0    |
| 4    | Hongrie   | 1   | 3 | 0 | 1 | 2 | 6  | 9  | -3   |

1re journée
| 26 octobre 2019 | Nigeria                                                                       | 4 - 2   | Hongrie                               | Estádio Olímpico Pedro Ludovico, Goiânia                                   |                                                                            |
| 17h00           | Samson Tijani 20e (pen.) 85e · Usman Ibrahim 79e · Oluwatimilehin Adeniyi 81e | (1 - 2) | 3e György Komáromi · 28e Sámuel Major | Spectateurs : 944 Arbitrage : Diego Haro Arbitre vidéo : Ricardo de Burgos | Spectateurs : 944 Arbitrage : Diego Haro Arbitre vidéo : Ricardo de Burgos |
| 17h00           | Rapport                                                                       |         |                                       | Spectateurs : 944 Arbitrage : Diego Haro Arbitre vidéo : Ricardo de Burgos | Spectateurs : 944 Arbitrage : Diego Haro Arbitre vidéo : Ricardo de Burgos |

| 26 octobre 2019 | Équateur                                 | 2 - 1   | Australie      | Estádio Olímpico Pedro Ludovico, Goiânia                                  |                                                                           |
| 20h00           | Erick Plúas 4e · Anton Mlinaric 9e (csc) | (2 - 0) | 90e Noah Botic | Spectateurs : 337 Arbitrage : Andreas Ekberg Arbitre vidéo : Drew Fischer | Spectateurs : 337 Arbitrage : Andreas Ekberg Arbitre vidéo : Drew Fischer |
| 20h00           | Rapport                                  |         |                | Spectateurs : 337 Arbitrage : Andreas Ekberg Arbitre vidéo : Drew Fischer | Spectateurs : 337 Arbitrage : Andreas Ekberg Arbitre vidéo : Drew Fischer |

2e journée
| 29 octobre 2019 | Nigeria                 | 3 - 2   | Équateur                                        | Estádio Olímpico Pedro Ludovico, Goiânia                                       |                                                                                |
| 17h00           | Ibrahim Said 5e 85e 89e | (1 - 1) | 10e (csc) Daniel Jinadu · 56e (pen.) Johan Mina | Spectateurs : 311 Arbitrage : Khamis Al-Marri Arbitre vidéo : Abdulla Al-Marri | Spectateurs : 311 Arbitrage : Khamis Al-Marri Arbitre vidéo : Abdulla Al-Marri |
| 17h00           | Rapport                 |         |                                                 | Spectateurs : 311 Arbitrage : Khamis Al-Marri Arbitre vidéo : Abdulla Al-Marri | Spectateurs : 311 Arbitrage : Khamis Al-Marri Arbitre vidéo : Abdulla Al-Marri |

| 29 octobre 2019 | Australie                               | 2 - 2   | Hongrie                                     | Estádio Olímpico Pedro Ludovico, Goiânia                                       |                                                                                |
| 20h00           | Noah Botic 69e (pen.) · Caleb Watts 74e | (0 - 2) | 14e Peter Baráth · 20e (pen.) Akos Zuigeber | Spectateurs : 233 Arbitrage : Amin Mohamed Omar Arbitre vidéo : Marco Di Bello | Spectateurs : 233 Arbitrage : Amin Mohamed Omar Arbitre vidéo : Marco Di Bello |
| 20h00           | Rapport                                 |         |                                             | Spectateurs : 233 Arbitrage : Amin Mohamed Omar Arbitre vidéo : Marco Di Bello | Spectateurs : 233 Arbitrage : Amin Mohamed Omar Arbitre vidéo : Marco Di Bello |

3e journée
| 1er novembre 2019 | Australie                 | 2 - 1   | Nigeria           | Bezerrão, Brasilia                                                         |                                                                            |
| 17h00             | Noah Botic 13e 54e (pen.) | (1 - 1) | 21e Peter Olawale | Spectateurs : 851 Arbitrage : István Kovács Arbitre vidéo : Marco Di Bello | Spectateurs : 851 Arbitrage : István Kovács Arbitre vidéo : Marco Di Bello |
| 17h00             | Rapport                   |         |                   | Spectateurs : 851 Arbitrage : István Kovács Arbitre vidéo : Marco Di Bello | Spectateurs : 851 Arbitrage : István Kovács Arbitre vidéo : Marco Di Bello |

| 1er novembre 2019 | Hongrie               | 2 - 3   | Équateur                                           | Estádio Olímpico Pedro Ludovico, Goiânia                               |                                                                        |
| 17h00             | Andras Németh 50e 73e | (0 - 0) | 66e Pedro Vite · 68e John Mercado · 86e Johan Mina | Spectateurs : 890 Arbitrage : Ma Ning Arbitre vidéo : Abdulla Al-Marri | Spectateurs : 890 Arbitrage : Ma Ning Arbitre vidéo : Abdulla Al-Marri |
| 17h00             | Rapport               |         |                                                    | Spectateurs : 890 Arbitrage : Ma Ning Arbitre vidéo : Abdulla Al-Marri | Spectateurs : 890 Arbitrage : Ma Ning Arbitre vidéo : Abdulla Al-Marri |

### Groupe C
| Rang | Équipe       | Pts | J | G | N | P | Bp | Bc | Diff |
| ---- | ------------ | --- | - | - | - | - | -- | -- | ---- |
| 1    | France       | 9   | 3 | 3 | 0 | 0 | 7  | 1  | +6   |
| 2    | Corée du Sud | 6   | 3 | 2 | 0 | 1 | 5  | 5  | 0    |
| 3    | Chili        | 3   | 3 | 1 | 0 | 2 | 5  | 6  | -1   |
| 4    | Haïti        | 0   | 3 | 0 | 0 | 3 | 3  | 8  | -5   |

1re journée
| 27 octobre 2019 | France                                       | 2 - 0   | Chili | Estádio da Serrinha, Goiânia                                                   |                                                                                |
| 17h00           | Lucien Agoumé 63e (pen.) · Isaac Lihadji 64e | (0 - 0) |       | Spectateurs : 1 469 Arbitrage : Iván Barton Arbitre vidéo : Armando Villarreal | Spectateurs : 1 469 Arbitrage : Iván Barton Arbitre vidéo : Armando Villarreal |
| 17h00           | Rapport                                      |         |       | Spectateurs : 1 469 Arbitrage : Iván Barton Arbitre vidéo : Armando Villarreal | Spectateurs : 1 469 Arbitrage : Iván Barton Arbitre vidéo : Armando Villarreal |

| 27 octobre 2019 | Corée du Sud                       | 2 - 1   | Haïti                | Estádio da Serrinha, Goiânia                                                |                                                                             |
| 20h00           | Eom Ji-sung 26e · Choi Min-seo 41e | (2 - 0) | 88e Carl-Fred Sainte | Spectateurs : 1 433 Arbitrage : Victor Gomes Arbitre vidéo : Marco Di Bello | Spectateurs : 1 433 Arbitrage : Victor Gomes Arbitre vidéo : Marco Di Bello |
| 20h00           | Rapport                            |         |                      | Spectateurs : 1 433 Arbitrage : Victor Gomes Arbitre vidéo : Marco Di Bello | Spectateurs : 1 433 Arbitrage : Victor Gomes Arbitre vidéo : Marco Di Bello |

2e journée
| 30 octobre 2019 | Corée du Sud      | 1 - 3   | France                                                           | Estádio da Serrinha, Goiânia                                                    |                                                                                 |
| 17h00           | Jung Sang-bin 89e | (0 - 2) | 17e Arnaud Kalimuendo · 42e Timothée Pembele · 78e Isaac Lihadji | Spectateurs : 696 Arbitrage : Adonai Escobedo Arbitre vidéo : Ricardo de Burgos | Spectateurs : 696 Arbitrage : Adonai Escobedo Arbitre vidéo : Ricardo de Burgos |
| 17h00           | Rapport           |         |                                                                  | Spectateurs : 696 Arbitrage : Adonai Escobedo Arbitre vidéo : Ricardo de Burgos | Spectateurs : 696 Arbitrage : Adonai Escobedo Arbitre vidéo : Ricardo de Burgos |

| 30 octobre 2019 | Chili                                                                           | 4 - 2   | Haïti                                            | Estádio da Serrinha, Goiânia                                                     |                                                                                  |
| 20h00           | Luis Rojas 11e · Woodbens Ceneus 45e (csc) · Gonzalo Tapia 52e · David Tati 89e | (2 - 1) | 37e (pen.) Samuel Jeanty · 55e Kervens Jolicoeur | Spectateurs : 759 Arbitrage : Andris Treimanis Arbitre vidéo : Bibiana Steinhaus | Spectateurs : 759 Arbitrage : Andris Treimanis Arbitre vidéo : Bibiana Steinhaus |
| 20h00           | Rapport                                                                         |         |                                                  | Spectateurs : 759 Arbitrage : Andris Treimanis Arbitre vidéo : Bibiana Steinhaus | Spectateurs : 759 Arbitrage : Andris Treimanis Arbitre vidéo : Bibiana Steinhaus |

3e journée
| 2 novembre 2019 | Chili              | 1 - 2   | Corée du Sud                             | Estádio Kléber Andrade, Cariacica                                            |                                                                              |
| 17h00           | Alexander Oroz 41e | (1 - 2) | 1re Paik Sang-hoon · 30e Hong Seong-wook | Spectateurs : 4 686 Arbitrage : Georgi Kabakov Arbitre vidéo : Dennis Higler | Spectateurs : 4 686 Arbitrage : Georgi Kabakov Arbitre vidéo : Dennis Higler |
| 17h00           | Rapport            |         |                                          | Spectateurs : 4 686 Arbitrage : Georgi Kabakov Arbitre vidéo : Dennis Higler | Spectateurs : 4 686 Arbitrage : Georgi Kabakov Arbitre vidéo : Dennis Higler |

| 2 novembre 2019 | Haïti   | 0 - 2   | France                          | Estádio da Serrinha, Goiânia                                              |                                                                           |
| 17h00           |         | (0 - 0) | 78e (pen.) 79e Georginio Rutter | Spectateurs : 1 016 Arbitrage : Nick Waldron Arbitre vidéo : Craig Pawson | Spectateurs : 1 016 Arbitrage : Nick Waldron Arbitre vidéo : Craig Pawson |
| 17h00           | Rapport |         |                                 | Spectateurs : 1 016 Arbitrage : Nick Waldron Arbitre vidéo : Craig Pawson | Spectateurs : 1 016 Arbitrage : Nick Waldron Arbitre vidéo : Craig Pawson |

### Groupe D
| Rang | Équipe     | Pts | J | G | N | P | Bp | Bc | Diff |
| ---- | ---------- | --- | - | - | - | - | -- | -- | ---- |
| 1    | Japon      | 7   | 3 | 2 | 1 | 0 | 4  | 0  | +4   |
| 2    | Sénégal    | 6   | 3 | 2 | 0 | 1 | 7  | 3  | +4   |
| 3    | Pays-Bas   | 3   | 3 | 1 | 0 | 2 | 5  | 6  | -1   |
| 4    | États-Unis | 1   | 3 | 0 | 1 | 2 | 1  | 8  | -7   |

1re journée
| 27 octobre 2019 | États-Unis        | 1 - 4   | Sénégal                                                           | Estádio Kléber Andrade, Cariacica                                        |                                                                          |
| 17h00           | Gianluca Busio 3e | (1 - 1) | 45+3e 76e Souleymane Faye · 72e Aliou Baldé · 88e Pape Matar Sarr | Spectateurs : 4 266 Arbitrage : István Kovács Arbitre vidéo : Piero Maza | Spectateurs : 4 266 Arbitrage : István Kovács Arbitre vidéo : Piero Maza |
| 17h00           | Rapport           |         |                                                                   | Spectateurs : 4 266 Arbitrage : István Kovács Arbitre vidéo : Piero Maza | Spectateurs : 4 266 Arbitrage : István Kovács Arbitre vidéo : Piero Maza |

| 27 octobre 2019 | Japon                                               | 3 - 0   | Pays-Bas | Estádio Kléber Andrade, Cariacica                                                 |                                                                                   |
| 20h00           | Yamato Wakatsuki 36e 69e · Jun Nishikawa 77e (pen.) | (1 - 0) |          | Spectateurs : 5 125 Arbitrage : Mario Díaz de Vivar Arbitre vidéo : Braulio Silva | Spectateurs : 5 125 Arbitrage : Mario Díaz de Vivar Arbitre vidéo : Braulio Silva |
| 20h00           | Rapport                                             |         |          | Spectateurs : 5 125 Arbitrage : Mario Díaz de Vivar Arbitre vidéo : Braulio Silva | Spectateurs : 5 125 Arbitrage : Mario Díaz de Vivar Arbitre vidéo : Braulio Silva |

2e journée
| 30 octobre 2019 | Pays-Bas           | 1 - 3   | Sénégal                                            | Estádio Kléber Andrade, Cariacica                                          |                                                                            |
| 17h00           | Naoufal Bannis 10e | (1 - 0) | 46e 87e (pen.) Pape Matar Sarr · 90+5e Aliou Baldé | Spectateurs : 2 492 Arbitrage : Andrés Rojas Arbitre vidéo : Nicolas Gallo | Spectateurs : 2 492 Arbitrage : Andrés Rojas Arbitre vidéo : Nicolas Gallo |
| 17h00           | Rapport            |         |                                                    | Spectateurs : 2 492 Arbitrage : Andrés Rojas Arbitre vidéo : Nicolas Gallo | Spectateurs : 2 492 Arbitrage : Andrés Rojas Arbitre vidéo : Nicolas Gallo |

| 30 octobre 2019 | États-Unis | 0 - 0   | Japon | Estádio Kléber Andrade, Cariacica                                               |                                                                                 |
| 20h00           |            | (0 - 0) |       | Spectateurs : 3 878 Arbitrage : Guillermo Guerrero Arbitre vidéo : Drew Fischer | Spectateurs : 3 878 Arbitrage : Guillermo Guerrero Arbitre vidéo : Drew Fischer |
| 20h00           | Rapport    |         |       | Spectateurs : 3 878 Arbitrage : Guillermo Guerrero Arbitre vidéo : Drew Fischer | Spectateurs : 3 878 Arbitrage : Guillermo Guerrero Arbitre vidéo : Drew Fischer |

3e journée
| 2 novembre 2019 | Pays-Bas                                                        | 4 - 0   | États-Unis | Estádio da Serrinha, Goiânia                                                       |                                                                                    |
| 20h00           | Sontje Hansen 42e 51e · Mohamed Taabouni 70e · Jayden Braaf 86e | (1 - 0) |            | Spectateurs : 1 305 Arbitrage : Amin Mohamed Omar Arbitre vidéo : Abdulla Al-Marri | Spectateurs : 1 305 Arbitrage : Amin Mohamed Omar Arbitre vidéo : Abdulla Al-Marri |
| 20h00           | Rapport                                                         |         |            | Spectateurs : 1 305 Arbitrage : Amin Mohamed Omar Arbitre vidéo : Abdulla Al-Marri | Spectateurs : 1 305 Arbitrage : Amin Mohamed Omar Arbitre vidéo : Abdulla Al-Marri |

| 2 novembre 2019 | Sénégal | 0 - 1   | Japon             | Estádio Kléber Andrade, Cariacica                                                   |                                                                                     |
| 20h00           |         | (0 - 0) | 83e Jun Nishikawa | Spectateurs : 5 984 Arbitrage : Claudia Umpiérrez Arbitre vidéo : Ricardo de Burgos | Spectateurs : 5 984 Arbitrage : Claudia Umpiérrez Arbitre vidéo : Ricardo de Burgos |
| 20h00           | Rapport |         |                   | Spectateurs : 5 984 Arbitrage : Claudia Umpiérrez Arbitre vidéo : Ricardo de Burgos | Spectateurs : 5 984 Arbitrage : Claudia Umpiérrez Arbitre vidéo : Ricardo de Burgos |

### Groupe E
| Rang | Équipe      | Pts | J | G | N | P | Bp | Bc | Diff |
| ---- | ----------- | --- | - | - | - | - | -- | -- | ---- |
| 1    | Espagne     | 7   | 3 | 2 | 1 | 0 | 7  | 1  | +6   |
| 2    | Argentine   | 7   | 3 | 2 | 1 | 0 | 6  | 2  | +4   |
| 3    | Tadjikistan | 3   | 3 | 1 | 0 | 2 | 3  | 8  | -5   |
| 4    | Cameroun    | 0   | 3 | 0 | 0 | 3 | 1  | 6  | -5   |

1re journée
| 28 octobre 2019 | Espagne | 0 - 0   | Argentine | Estádio Kléber Andrade, Cariacica                                         |                                                                           |
| 17h00           |         | (0 - 0) |           | Spectateurs : 6 845 Arbitrage : Chris Beath Arbitre vidéo : Dennis Higler | Spectateurs : 6 845 Arbitrage : Chris Beath Arbitre vidéo : Dennis Higler |
| 17h00           | Rapport |         |           | Spectateurs : 6 845 Arbitrage : Chris Beath Arbitre vidéo : Dennis Higler | Spectateurs : 6 845 Arbitrage : Chris Beath Arbitre vidéo : Dennis Higler |

| 28 octobre 2019 | Tadjikistan                   | 1 - 0   | Cameroun | Estádio Kléber Andrade, Cariacica                                              |                                                                                |
| 20h00           | Sharifbek Rahmatov 51e (pen.) | (0 - 0) |          | Spectateurs : 5 934 Arbitrage : Nick Waldron Arbitre vidéo : Bibiana Steinhaus | Spectateurs : 5 934 Arbitrage : Nick Waldron Arbitre vidéo : Bibiana Steinhaus |
| 20h00           | Rapport                       |         |          | Spectateurs : 5 934 Arbitrage : Nick Waldron Arbitre vidéo : Bibiana Steinhaus | Spectateurs : 5 934 Arbitrage : Nick Waldron Arbitre vidéo : Bibiana Steinhaus |

2e journée
| 31 octobre 2019 | Espagne                                                                              | 5 - 1   | Tadjikistan               | Estádio Kléber Andrade, Cariacica                                         |                                                                           |
| 17h00           | Germán Valera 4e · Roberto Navarro 20e 64e · Pablo Moreno 35e · David Larrubia 45+1e | (4 - 1) | 37e (csc) Álvaro Carrillo | Spectateurs : 1 589 Arbitrage : Iván Barton Arbitre vidéo : Nicolas Gallo | Spectateurs : 1 589 Arbitrage : Iván Barton Arbitre vidéo : Nicolas Gallo |
| 17h00           | Rapport                                                                              |         |                           | Spectateurs : 1 589 Arbitrage : Iván Barton Arbitre vidéo : Nicolas Gallo | Spectateurs : 1 589 Arbitrage : Iván Barton Arbitre vidéo : Nicolas Gallo |

| 31 octobre 2019 | Cameroun          | 1 - 3   | Argentine                                                            | Estádio Kléber Andrade, Cariacica                                           |                                                                             |
| 20h00           | François Bere 10e | (1 - 0) | 58e Francisco Flores · 63e Juan Pablo Krilanovich · 88e Matías Godoy | Spectateurs : 3 521 Arbitrage : Srđan Jovanović Arbitre vidéo : Drew Fisher | Spectateurs : 3 521 Arbitrage : Srđan Jovanović Arbitre vidéo : Drew Fisher |
| 20h00           | Rapport           |         |                                                                      | Spectateurs : 3 521 Arbitrage : Srđan Jovanović Arbitre vidéo : Drew Fisher | Spectateurs : 3 521 Arbitrage : Srđan Jovanović Arbitre vidéo : Drew Fisher |

3e journée
| 3 novembre 2019 | Cameroun | 0 - 2   | Espagne                              | Bezerrão, Brasilia                                                           |                                                                              |
| 17h00           |          | (0 - 2) | 21e Jordi Escobar · 42e Ilaix Moriba | Spectateurs : 3 521 Arbitrage : Adonai Escobedo Arbitre vidéo : Drew Fischer | Spectateurs : 3 521 Arbitrage : Adonai Escobedo Arbitre vidéo : Drew Fischer |
| 17h00           | Rapport  |         |                                      | Spectateurs : 3 521 Arbitrage : Adonai Escobedo Arbitre vidéo : Drew Fischer | Spectateurs : 3 521 Arbitrage : Adonai Escobedo Arbitre vidéo : Drew Fischer |

| 3 novembre 2019 | Argentine                                | 3 - 1   | Tadjikistan              | Estádio Kléber Andrade, Cariacica                                                 |                                                                                   |
| 17h00           | Franco Orozco 38e 78e · Matías Godoy 89e | (1 - 0) | 81e (pen.) Rustam Soirov | Spectateurs : 3 419 Arbitrage : Redouane Jiyed Arbitre vidéo : Armando Villarreal | Spectateurs : 3 419 Arbitrage : Redouane Jiyed Arbitre vidéo : Armando Villarreal |
| 17h00           | Rapport                                  |         |                          | Spectateurs : 3 419 Arbitrage : Redouane Jiyed Arbitre vidéo : Armando Villarreal | Spectateurs : 3 419 Arbitrage : Redouane Jiyed Arbitre vidéo : Armando Villarreal |

### Groupe F
| Rang | Équipe       | Pts | J | G | N | P | Bp | Bc | Diff |
| ---- | ------------ | --- | - | - | - | - | -- | -- | ---- |
| 1    | Paraguay     | 7   | 3 | 2 | 1 | 0 | 9  | 1  | +8   |
| 2    | Italie       | 6   | 3 | 2 | 0 | 1 | 8  | 3  | +5   |
| 3    | Mexique      | 4   | 3 | 1 | 1 | 1 | 9  | 2  | +7   |
| 4    | Îles Salomon | 0   | 3 | 0 | 0 | 3 | 0  | 20 | -20  |

1re journée
| 28 octobre 2019 | Îles Salomon | 0 - 5   | Italie                                                                             | Bezerrão, Brasilia                                                            |                                                                               |
| 17h00           |              | (0 - 3) | 24e 34e Degnand Gnonto · 29e Nicolò Cudrig · 75e Franco Tongya · 81e Andrea Capone | Spectateurs : 859 Arbitrage : Redouane Jiyed Arbitre vidéo : Abdulla Al-Marri | Spectateurs : 859 Arbitrage : Redouane Jiyed Arbitre vidéo : Abdulla Al-Marri |
| 17h00           | Rapport      |         |                                                                                    | Spectateurs : 859 Arbitrage : Redouane Jiyed Arbitre vidéo : Abdulla Al-Marri | Spectateurs : 859 Arbitrage : Redouane Jiyed Arbitre vidéo : Abdulla Al-Marri |

| 28 octobre 2019 | Paraguay | 0 - 0   | Mexique | Bezerrão, Brasilia                                                        |                                                                           |
| 20h00           |          | (0 - 0) |         | Spectateurs : 710 Arbitrage : Georgi Kabakov Arbitre vidéo : Drew Fischer | Spectateurs : 710 Arbitrage : Georgi Kabakov Arbitre vidéo : Drew Fischer |
| 20h00           | Rapport  |         |         | Spectateurs : 710 Arbitrage : Georgi Kabakov Arbitre vidéo : Drew Fischer | Spectateurs : 710 Arbitrage : Georgi Kabakov Arbitre vidéo : Drew Fischer |

2e journée
| 31 octobre 2019 | Îles Salomon | 0 - 7   | Paraguay | Bezerrão, Brasilia                                                       |                                                                          |
| 17h00           |              | (0 - 2) | 3e Junior Noguera · 43e Matías Segovia · 65e 89e Diego Joel Torres · 68e Fernando Presentado · 78e Fabio Barrios · 88e Diego Ariel Duarte | Spectateurs : 571 Arbitrage : Victor Gomes Arbitre vidéo : Dennis Higler | Spectateurs : 571 Arbitrage : Victor Gomes Arbitre vidéo : Dennis Higler |
| 17h00           | Rapport      |         | | Spectateurs : 571 Arbitrage : Victor Gomes Arbitre vidéo : Dennis Higler | Spectateurs : 571 Arbitrage : Victor Gomes Arbitre vidéo : Dennis Higler |

| 31 octobre 2019 | Mexique              | 1 - 2   | Italie                                    | Bezerrão, Brasilia                                                           |                                                                              |
| 20h00           | Efraín Álvarez 90+2e | (0 - 0) | 74e Degnand Gnonto · 90+4e Iyenoma Udogie | Spectateurs : 1 611 Arbitrage : Diegu Haro Arbitre vidéo : Ricardo de Burgos | Spectateurs : 1 611 Arbitrage : Diegu Haro Arbitre vidéo : Ricardo de Burgos |
| 20h00           | Rapport              |         |                                           | Spectateurs : 1 611 Arbitrage : Diegu Haro Arbitre vidéo : Ricardo de Burgos | Spectateurs : 1 611 Arbitrage : Diegu Haro Arbitre vidéo : Ricardo de Burgos |

3e journée
| 3 novembre 2019 | Mexique                                                                                                | 8 - 0   | Îles Salomon | Estádio Kléber Andrade, Cariacica                                              |                                                                                |
| 20h00           | Efraín Álvarez 2e 63e · Alejandro Gómez 33e 80e · Luis Pente 44e · Israel Luna 58e 90e · Ali Ávila 72e | (3 - 0) |              | Spectateurs : 1 916 Arbitrage : Andrés Rojas Arbitre vidéo : Ricardo de Burgos | Spectateurs : 1 916 Arbitrage : Andrés Rojas Arbitre vidéo : Ricardo de Burgos |
| 20h00           | Rapport                                                                                                |         |              | Spectateurs : 1 916 Arbitrage : Andrés Rojas Arbitre vidéo : Ricardo de Burgos | Spectateurs : 1 916 Arbitrage : Andrés Rojas Arbitre vidéo : Ricardo de Burgos |

| 3 novembre 2019 | Italie            | 1 - 2   | Paraguay                               | Bezerrão, Brasilia                                                             |                                                                                |
| 20h00           | Lorenzo Pirola 3e | (1 - 1) | 37e Diego Duarte · 82e Júnior Quiñónez | Spectateurs : 824 Arbitrage : Khamis Al Marri Arbitre vidéo : Abdulla Al-Marri | Spectateurs : 824 Arbitrage : Khamis Al Marri Arbitre vidéo : Abdulla Al-Marri |
| 20h00           | Rapport           |         |                                        | Spectateurs : 824 Arbitrage : Khamis Al Marri Arbitre vidéo : Abdulla Al-Marri | Spectateurs : 824 Arbitrage : Khamis Al Marri Arbitre vidéo : Abdulla Al-Marri |

### Meilleurs troisièmes de groupe
Les 4 meilleures équipes classées troisièmes de leur poule sont repêchées pour compléter le tableau des huitièmes de finale. Afin de les désigner, un classement comparatif entre les 6 troisièmes de groupe est établi.
Règles de départage :
1. plus grand nombre de points obtenus ;
2. meilleure différence de buts ;
3. plus grand nombre de buts marqués ;
4. classement aux points disciplinaires (deux cartons jaunes dans le même match ou un carton rouge direct valent  -3 points, et un carton jaune  -1 point) ;

| Groupe | Équipe           | Pts | J | G | N | P | Bp | Bc | Diff |
| ------ | ---------------- | --- | - | - | - | - | -- | -- | ---- |
| F      | Mexique          | 4   | 3 | 1 | 1 | 1 | 9  | 2  | +7   |
| B      | Australie        | 4   | 3 | 1 | 1 | 1 | 5  | 5  | 0    |
| C      | Chili            | 3   | 3 | 1 | 0 | 2 | 5  | 6  | -1   |
| D      | Pays-Bas         | 3   | 3 | 1 | 0 | 2 | 5  | 6  | -1   |
| A      | Nouvelle-Zélande | 3   | 3 | 1 | 0 | 2 | 2  | 5  | -3   |
| E      | Tadjikistan      | 3   | 3 | 1 | 0 | 2 | 3  | 8  | -5   |

## Tableau final
|  | Huitièmes de finale | Huitièmes de finale |              |                        | Quarts de finale       | Quarts de finale |  |  | Demi-finales | Demi-finales |  |  | Finale | Finale |
|  | Huitièmes de finale | Huitièmes de finale |              |                        | Quarts de finale       | Quarts de finale |  |  | Demi-finales | Demi-finales |  |  | Finale | Finale |
|  |                     |                     |              |                        |                        |                  |  |  |              |              |  |  |        |        |
|  |                     |                     |              |                        |                        |                  |  |  |              |              |  |  |        |        |
|  |                     |                     |              |                        |                        |                  |  |  |              |              |  |  |        |        |
|  | Angola              | 0                   |              |                        |                        |                  |  |  |              |              |  |  |        |        |
|  | Angola              | 0                   |              |                        |                        |                  |  |  |              |              |  |  |        |        |
|  | Corée du Sud        | 1                   |              |                        |                        |                  |  |  |              |              |  |  |        |        |
|  | Corée du Sud        | 1                   | Corée du Sud | 0                      |                        |                  |  |  |              |              |  |  |        |        |
|  |                     |                     | Corée du Sud | 0                      |                        |                  |  |  |              |              |  |  |        |        |
|  |                     | Mexique             | 1            |                        |                        |                  |  |  |              |              |  |  |        |        |
|  | Japon               | Mexique             | 1            | 0                      |                        |                  |  |  |              |              |  |  |        |        |
|  | Japon               |                     |              | 0                      |                        |                  |  |  |              |              |  |  |        |        |
|  | Mexique             | 2                   |              |                        |                        |                  |  |  |              |              |  |  |        |        |
|  | Mexique             | 2                   | Mexique      | 1 tab(4)               |                        |                  |  |  |              |              |  |  |        |        |
|  |                     |                     | Mexique      | 1 tab(4)               |                        |                  |  |  |              |              |  |  |        |        |
|  |                     | Pays-Bas            | 1 (3)        |                        |                        |                  |  |  |              |              |  |  |        |        |
|  | Nigeria             | Pays-Bas            | 1 (3)        | 1                      |                        |                  |  |  |              |              |  |  |        |        |
|  | Nigeria             |                     |              | 1                      |                        |                  |  |  |              |              |  |  |        |        |
|  | Pays-Bas            | 3                   |              |                        |                        |                  |  |  |              |              |  |  |        |        |
|  | Pays-Bas            | 3                   | Pays-Bas     | 4                      |                        |                  |  |  |              |              |  |  |        |        |
|  |                     |                     | Pays-Bas     | 4                      |                        |                  |  |  |              |              |  |  |        |        |
|  |                     | Paraguay            | 1            |                        |                        |                  |  |  |              |              |  |  |        |        |
|  | Paraguay            | Paraguay            | 1            | 3                      |                        |                  |  |  |              |              |  |  |        |        |
|  | Paraguay            |                     |              | 3                      |                        |                  |  |  |              |              |  |  |        |        |
|  | Argentine           | 2                   |              |                        |                        |                  |  |  |              |              |  |  |        |        |
|  | Argentine           | 2                   | Mexique      | 1                      |                        |                  |  |  |              |              |  |  |        |        |
|  |                     |                     | Mexique      | 1                      |                        |                  |  |  |              |              |  |  |        |        |
|  |                     | Brésil              | 2            |                        |                        |                  |  |  |              |              |  |  |        |        |
|  | Espagne             | Brésil              | 2            | 2                      |                        |                  |  |  |              |              |  |  |        |        |
|  | Espagne             |                     |              | 2                      |                        |                  |  |  |              |              |  |  |        |        |
|  | Sénégal             | 1                   |              |                        |                        |                  |  |  |              |              |  |  |        |        |
|  | Sénégal             | 1                   | Espagne      | 1                      |                        |                  |  |  |              |              |  |  |        |        |
|  |                     |                     | Espagne      | 1                      |                        |                  |  |  |              |              |  |  |        |        |
|  |                     | France              | 6            |                        |                        |                  |  |  |              |              |  |  |        |        |
|  | France              | France              | 6            | 4                      |                        |                  |  |  |              |              |  |  |        |        |
|  | France              |                     |              | 4                      |                        |                  |  |  |              |              |  |  |        |        |
|  | Australie           | 0                   |              |                        |                        |                  |  |  |              |              |  |  |        |        |
|  | Australie           | 0                   | France       | 2                      |                        |                  |  |  |              |              |  |  |        |        |
|  |                     |                     | France       | 2                      |                        |                  |  |  |              |              |  |  |        |        |
|  |                     | Brésil              | 3            |                        |                        |                  |  |  |              |              |  |  |        |        |
|  | Équateur            | Brésil              | 3            | 0                      |                        |                  |  |  |              |              |  |  |        |        |
|  | Équateur            |                     |              | 0                      |                        |                  |  |  |              |              |  |  |        |        |
|  | Italie              | 1                   |              | Match pour la 3e place | Match pour la 3e place |                  |  |  |              |              |  |  |        |        |
|  | Italie              | 1                   | Italie       | Match pour la 3e place | Match pour la 3e place | 0                |  |  |              |              |  |  |        |        |
|  |                     |                     | Italie       |                        |                        | 0                |  |  |              |              |  |  |        |        |
|  |                     | Brésil              | 2            |                        |                        |                  |  |  |              |              |  |  |        |        |
|  | Brésil              | Brésil              | 2            | 3                      | Pays-Bas               | 1                |  |  |              |              |  |  |        |        |
|  | Brésil              |                     |              | 3                      | Pays-Bas               | 1                |  |  |              |              |  |  |        |        |
|  | Chili               | 2                   |              | France                 | 3                      |                  |  |  |              |              |  |  |        |        |
|  | Chili               | 2                   |              | France                 | 3                      |                  |  |  |              |              |  |  |        |        |

### Huitièmes de finale
| 5 novembre 2019 | Angola  | 0 - 1   | Corée du Sud     | Estádio Olímpico Pedro Ludovico, Goiânia                                        |                                                                                 |
| 16h30           |         | (0 - 1) | 33e Choi Min-seo | Spectateurs : 390 Arbitrage : Srđan Jovanović Arbitre vidéo : Bibiana Steinhaus | Spectateurs : 390 Arbitrage : Srđan Jovanović Arbitre vidéo : Bibiana Steinhaus |
| 16h30           | Rapport |         |                  | Spectateurs : 390 Arbitrage : Srđan Jovanović Arbitre vidéo : Bibiana Steinhaus | Spectateurs : 390 Arbitrage : Srđan Jovanović Arbitre vidéo : Bibiana Steinhaus |

| 5 novembre 2019 | Nigeria               | 1 - 3   | Pays-Bas                        | Estádio Olímpico Pedro Ludovico, Goiânia                                 |                                                                          |
| 20h00           | Olakunle Olusegun 12e | (1 - 2) | 4e 15e 80e (pen.) Sontje Hansen | Spectateurs : 664 Arbitrage : Mario Escobar Arbitre vidéo : Drew Fischer | Spectateurs : 664 Arbitrage : Mario Escobar Arbitre vidéo : Drew Fischer |
| 20h00           | Rapport               |         |                                 | Spectateurs : 664 Arbitrage : Mario Escobar Arbitre vidéo : Drew Fischer | Spectateurs : 664 Arbitrage : Mario Escobar Arbitre vidéo : Drew Fischer |

| 6 novembre 2019 | Espagne                                 | 2 - 1   | Sénégal             | Estádio da Serrinha, Goiânia                                                        |                                                                                     |
| 16h30           | Roberto Navarro 27e · Germán Valera 59e | (1 - 0) | 85e Souleymane Faye | Spectateurs : 483 Arbitrage : Guillermo Guerrero Arbitre vidéo : Armando Villarreal | Spectateurs : 483 Arbitrage : Guillermo Guerrero Arbitre vidéo : Armando Villarreal |
| 16h30           | Rapport                                 |         |                     | Spectateurs : 483 Arbitrage : Guillermo Guerrero Arbitre vidéo : Armando Villarreal | Spectateurs : 483 Arbitrage : Guillermo Guerrero Arbitre vidéo : Armando Villarreal |

| 6 novembre 2019 | Japon   | 0 - 2   | Mexique                                  | Bezerrão, Brasilia                                                               |                                                                                  |
| 16h30           |         | (0 - 0) | 57e Eugenio Pizzuto · 74e Santiago Muñóz | Spectateurs : 545 Arbitrage : Amin Mohamed Omar Arbitre vidéo : Abdulla Al-Marri | Spectateurs : 545 Arbitrage : Amin Mohamed Omar Arbitre vidéo : Abdulla Al-Marri |
| 16h30           | Rapport |         |                                          | Spectateurs : 545 Arbitrage : Amin Mohamed Omar Arbitre vidéo : Abdulla Al-Marri | Spectateurs : 545 Arbitrage : Amin Mohamed Omar Arbitre vidéo : Abdulla Al-Marri |

| 6 novembre 2019 | Brésil                               | 3 - 2   | Chili             | Bezerrão, Brasilia                                                                  |                                                                                     |
| 20h00           | Kaio Jorge 8e 45+2e · Diego Rosa 65e | (2 - 2) | 25e 41e Joan Cruz | Spectateurs : 12 534 Arbitrage : Andris Treimanis Arbitre vidéo : Ricardo de Burgos | Spectateurs : 12 534 Arbitrage : Andris Treimanis Arbitre vidéo : Ricardo de Burgos |
| 20h00           | Rapport                              |         |                   | Spectateurs : 12 534 Arbitrage : Andris Treimanis Arbitre vidéo : Ricardo de Burgos | Spectateurs : 12 534 Arbitrage : Andris Treimanis Arbitre vidéo : Ricardo de Burgos |

| 6 novembre 2019 | France                                       | 4 - 0   | Australie | Estádio da Serrinha, Goiânia                                                  |                                                                               |
| 20h00           | Nathanaël Mbuku 6e 74e 82e · Enzo Millot 87e | (1 - 0) |           | Spectateurs : 814 Arbitrage : Claudia Umpiérrez Arbitre vidéo : Dennis Higler | Spectateurs : 814 Arbitrage : Claudia Umpiérrez Arbitre vidéo : Dennis Higler |
| 20h00           | Rapport                                      |         |           | Spectateurs : 814 Arbitrage : Claudia Umpiérrez Arbitre vidéo : Dennis Higler | Spectateurs : 814 Arbitrage : Claudia Umpiérrez Arbitre vidéo : Dennis Higler |

| 7 novembre 2019 | Équateur | 0 - 1   | Italie                | Estádio Kléber Andrade, Cariacica                                        |                                                                          |
| 16h30           |          | (0 - 0) | 77e Gaetano Oristanio | Spectateurs : 2 014 Arbitrage : Chris Beath Arbitre vidéo : Drew Fischer | Spectateurs : 2 014 Arbitrage : Chris Beath Arbitre vidéo : Drew Fischer |
| 16h30           | Rapport  |         |                       | Spectateurs : 2 014 Arbitrage : Chris Beath Arbitre vidéo : Drew Fischer | Spectateurs : 2 014 Arbitrage : Chris Beath Arbitre vidéo : Drew Fischer |

| 7 novembre 2019 | Paraguay                                                     | 3 - 2   | Argentine                                | Estádio Kléber Andrade, Cariacica                                             |                                                                               |
| 20h00           | Lautaro Cano 58e (csc) · Diego Torres 73e · Diego Duarte 86e | (0 - 2) | 27e Exequiel Zeballos · 42e Matías Godoy | Spectateurs : 3 957 Arbitrage : Georgi Kabakov Arbitre vidéo : Marco Di Bello | Spectateurs : 3 957 Arbitrage : Georgi Kabakov Arbitre vidéo : Marco Di Bello |
| 20h00           | Rapport                                                      |         |                                          | Spectateurs : 3 957 Arbitrage : Georgi Kabakov Arbitre vidéo : Marco Di Bello | Spectateurs : 3 957 Arbitrage : Georgi Kabakov Arbitre vidéo : Marco Di Bello |

### Quarts de finale
| 10 novembre 2019 | Pays-Bas                                                                    | 4 - 1   | Paraguay           | Estádio Kléber Andrade, Cariacica                                           |                                                                             |
| 16h30            | Ki-Jana Hoever 30e · Sontje Hansen 40e · Jayden Braaf 78e · Naci Ünüvar 86e | (0 - 0) | 45+1e Diego Duarte | Spectateurs : 5 882 Arbitrage : Diego Haro Arbitre vidéo : Abdulla Al-Marri | Spectateurs : 5 882 Arbitrage : Diego Haro Arbitre vidéo : Abdulla Al-Marri |
| 16h30            | Rapport                                                                     |         |                    | Spectateurs : 5 882 Arbitrage : Diego Haro Arbitre vidéo : Abdulla Al-Marri | Spectateurs : 5 882 Arbitrage : Diego Haro Arbitre vidéo : Abdulla Al-Marri |

| 10 novembre 2019 | Corée du Sud | 0 - 1   | Mexique       | Estádio Kléber Andrade, Cariacica                                                 |                                                                                   |
| 20h00            |              | (0 - 0) | 77e Ali Ávila | Spectateurs : 5 087 Arbitrage : Khamis Al-Marri Arbitre vidéo : Ricardo de Burgos | Spectateurs : 5 087 Arbitrage : Khamis Al-Marri Arbitre vidéo : Ricardo de Burgos |
| 20h00            | Rapport      |         |               | Spectateurs : 5 087 Arbitrage : Khamis Al-Marri Arbitre vidéo : Ricardo de Burgos | Spectateurs : 5 087 Arbitrage : Khamis Al-Marri Arbitre vidéo : Ricardo de Burgos |

| 11 novembre 2019 | Espagne          | 1 - 6   | France | Estádio Olímpico Pedro Ludovico, Goiânia                                    |                                                                             |
| 16h30            | Germán Valera 9e | (1 - 3) | 21e Tanguy Kouassi · 36e Nathanaël Mbuku · 45+1e Isaac Lihadji · 54e Timothée Pembélé · 59e Georginio Rutter · 90+3e Adil Aouchiche | Spectateurs : 1 049 Arbitrage : István Kovács Arbitre vidéo : Dennis Higler | Spectateurs : 1 049 Arbitrage : István Kovács Arbitre vidéo : Dennis Higler |
| 16h30            | Rapport          |         | | Spectateurs : 1 049 Arbitrage : István Kovács Arbitre vidéo : Dennis Higler | Spectateurs : 1 049 Arbitrage : István Kovács Arbitre vidéo : Dennis Higler |

| 11 novembre 2019 | Italie  | 0 - 2   | Brésil                                                      | Estádio Olímpico Pedro Ludovico, Goiânia                                     |                                                                              |
| 20h00            |         | (0 - 2) | 6e Patryck Lanza dos Reis · 40e João Gabriel Martins Peglow | Spectateurs : 8 743 Arbitrage : Adonai Escobedo Arbitre vidéo : Drew Fischer | Spectateurs : 8 743 Arbitrage : Adonai Escobedo Arbitre vidéo : Drew Fischer |
| 20h00            | Rapport |         |                                                             | Spectateurs : 8 743 Arbitrage : Adonai Escobedo Arbitre vidéo : Drew Fischer | Spectateurs : 8 743 Arbitrage : Adonai Escobedo Arbitre vidéo : Drew Fischer |

### Demi-finales
| 14 novembre 2019 | Mexique                                                                                          | 1 - 1             | Pays-Bas                                                                                   | Bezerrão, Brasilia                                                                |                                                                                   |
| 16h30            | Efraín Álvarez 79e                                                                               | (0 - 0)           | 74e Youri Regeer                                                                           | Spectateurs : 1 122 Arbitrage : Guillermo Guerrero Arbitre vidéo : Marco Di Bello | Spectateurs : 1 122 Arbitrage : Guillermo Guerrero Arbitre vidéo : Marco Di Bello |
| 16h30            | Rapport                                                                                          |                   |                                                                                            | Spectateurs : 1 122 Arbitrage : Guillermo Guerrero Arbitre vidéo : Marco Di Bello | Spectateurs : 1 122 Arbitrage : Guillermo Guerrero Arbitre vidéo : Marco Di Bello |
| 16h30            | Efraín Álvarez · Santiago Muñóz · Alejandro Gómez · Eugenio Pizzuto · Joel Gómez · Víctor Guzmán | Tirs au but 4 - 3 | Ian Maatsen · Naci Ünüvar · Mohamed Taabouni · Jayden Braaf · Sontje Hansen · Youri Regeer | Spectateurs : 1 122 Arbitrage : Guillermo Guerrero Arbitre vidéo : Marco Di Bello | Spectateurs : 1 122 Arbitrage : Guillermo Guerrero Arbitre vidéo : Marco Di Bello |

| 14 novembre 2019 | France                                     | 2 - 3   | Brésil                                                           | Bezerrão, Brasilia                                                             |                                                                                |
| 20h00            | Arnaud Kalimuendo 7e · Nathanaël Mbuku 13e | (2 - 0) | 62e Kaio Jorge · 76e Gabriel Veron · 89e Lázaro Vinícius Marques | Spectateurs : 13 587 Arbitrage : Iván Barton Arbitre vidéo : Ricardo de Burgos | Spectateurs : 13 587 Arbitrage : Iván Barton Arbitre vidéo : Ricardo de Burgos |
| 20h00            | Rapport                                    |         |                                                                  | Spectateurs : 13 587 Arbitrage : Iván Barton Arbitre vidéo : Ricardo de Burgos | Spectateurs : 13 587 Arbitrage : Iván Barton Arbitre vidéo : Ricardo de Burgos |

### Match pour la troisième place
| 17 novembre 2019 | Pays-Bas             | 1 - 3   | France                        | Bezerrão, Brasilia                                                          |                                                                             |
| 15h00            | Mohamed Taabouni 15e | (1 - 1) | 22e 54e 62e Arnaud Kalimuendo | Spectateurs : 1 232 Arbitrage : Andreas Ekberg Arbitre vidéo : Drew Fischer | Spectateurs : 1 232 Arbitrage : Andreas Ekberg Arbitre vidéo : Drew Fischer |
| 15h00            | Rapport              |         |                               | Spectateurs : 1 232 Arbitrage : Andreas Ekberg Arbitre vidéo : Drew Fischer | Spectateurs : 1 232 Arbitrage : Andreas Ekberg Arbitre vidéo : Drew Fischer |

### Finale
| 17 novembre 2019 | Mexique                 | 1 - 2   | Brésil                                      | Bezerrão, Brasilia                                                               |                                                                                  |
| 19h00            | ( Pizzuto) Gonzalez 66e | (0 - 0) | 83e (pen.) Kaio Jorge · ( Yan) Lazaro 90+3e | Spectateurs : 13 843 Arbitrage : Andris Treimanis Arbitre vidéo : Marco Di Bello | Spectateurs : 13 843 Arbitrage : Andris Treimanis Arbitre vidéo : Marco Di Bello |
| 19h00            | Rapport                 |         |                                             | Spectateurs : 13 843 Arbitrage : Andris Treimanis Arbitre vidéo : Marco Di Bello | Spectateurs : 13 843 Arbitrage : Andris Treimanis Arbitre vidéo : Marco Di Bello |

## Statistiques individuelles
| Place              | Joueur            | Équipe    | Buts |
| ------------------ | ----------------- | --------- | ---- |
| Médaille d'or      | Sontje Hansen     | Pays-Bas  | 6    |
| Médaille d'argent  | Nathanaël Mbuku   | France    | 5    |
| Médaille de bronze | Kaio Jorge        | Brésil    | 5    |
| 4                  | Arnaud Kalimuendo | France    | 5    |
| 5                  | Efraín Álvarez    | Mexique   | 4    |
| 5                  | Diego Duarte      | Paraguay  | 4    |
| 5                  | Noah Botic        | Australie | 4    |

| Place              | Joueur          | Équipe   | Passes décisives |
| ------------------ | --------------- | -------- | ---------------- |
| Médaille d'or      | Adil Aouchiche  | France   | 7                |
| Médaille d'argent  | Sontje Hansen   | Pays-Bas | 3                |
| Médaille de bronze | Pape Matar Sarr | Sénégal  | 2                |
| 4                  | Efraín Álvarez  | Mexique  | 2                |
| 5                  | Isaac Lihadji   | France   | 2                |
| 6                  | Jun Nishikawa   | Japon    | 2                |

- Trophée du meilleur joueur : Gabriel Veron  Brésil